# Nudelsuppe

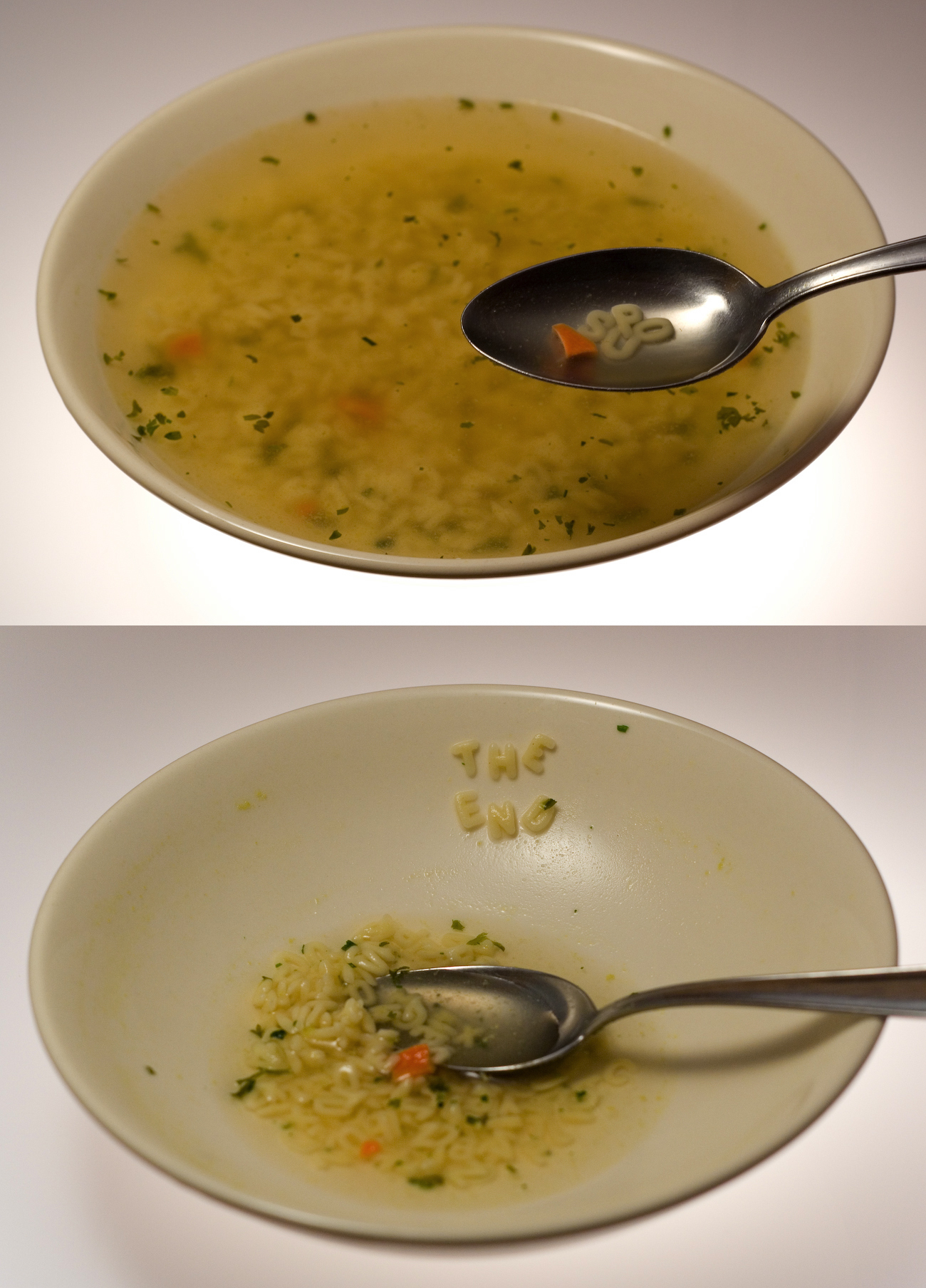
Buchstabensuppe

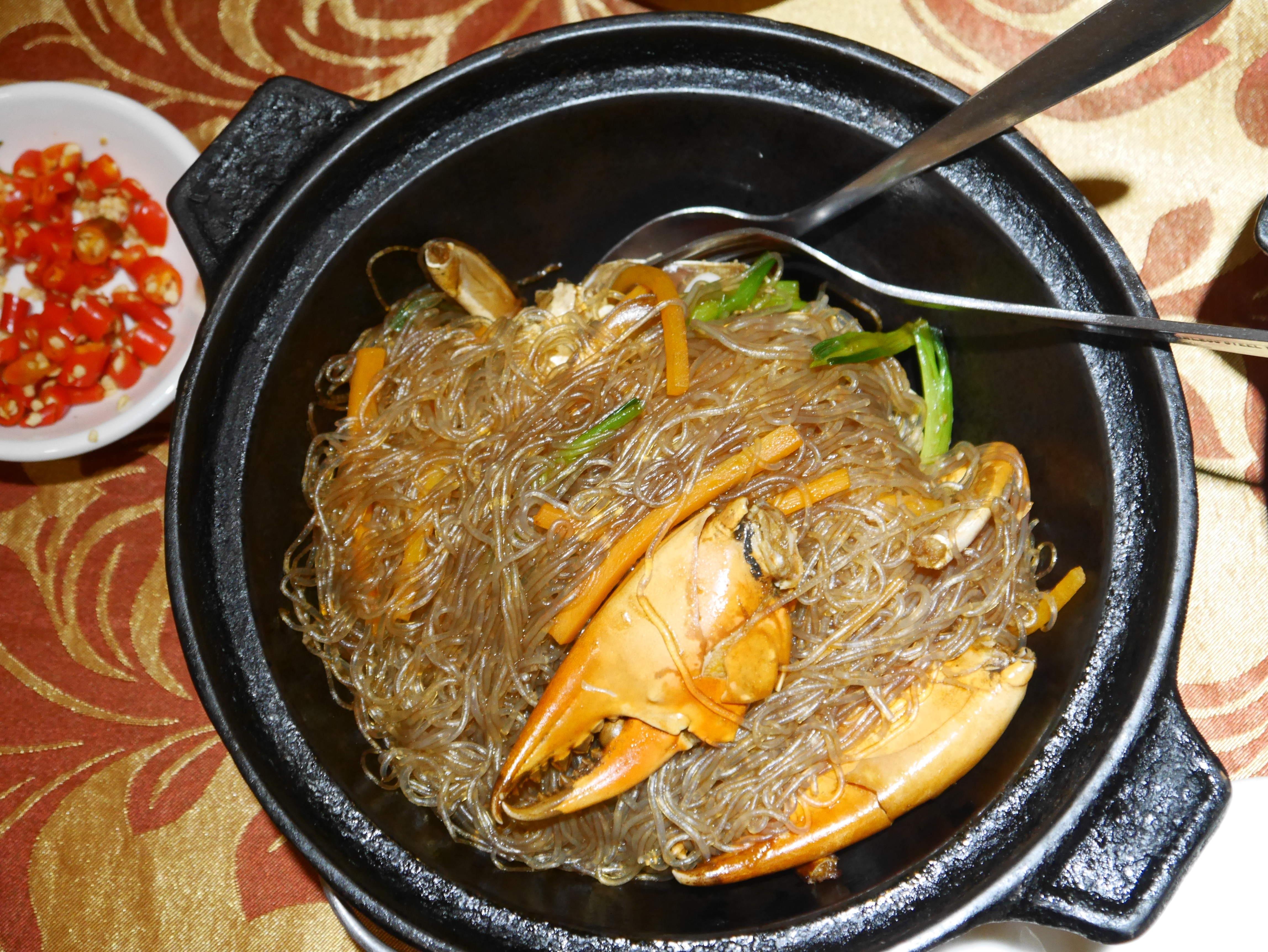
Nudelsuppe mit Krebs in Kambodscha

Die Nudelsuppe ist eine Suppe, bei der Nudeln Hauptbestandteil der Einlage einer Fleisch-, Gemüse-, Fisch- oder Knochenbrühe sind.
Grundlegend lassen sich zwei Arten von Nudelsuppen unterscheiden: die hauptsächlich in der europäischen Küche verbreitete Nudelsuppe als Vorspeise und die überwiegend im asiatischen Raum vorkommende Nudelsuppe als Hauptgericht (Phở, Ramen, Soba, Udon).

## Europäische Küche
Die Nudelsuppe ist eine beliebte Suppe der deutschen und österreichischen Küche. Sie besteht in der einfachen Variante aus einer Bouillon, bei der verschiedene Nudelsorten zugefügt oder auch mitgekocht werden, ergänzt durch Petersilie oder Schnittlauch und eventuell Eierstich. Bei den Nudeln handelt es sich um spezielle Suppennudeln, die kleiner und auch dünner als andere Nudelsorten sind.
In anderen Ländern heißt die Nudelsuppe:
- Pastina in brodo (Italien)
- Potage au vermicelles (Frankreich)
- Sopa de fideos (Spanien)
- Soúpa fidé[s] (Griechenland)

Spezielle Formen der Nudelsuppe und vor allem bei Kindern beliebt sind die Buchstabensuppe mit Nudeln in Buchstabenform und die Tiersuppe, in der die Nudelformen Tieren nachempfunden sind.
Die Firma C. H. Knorr führte in einer Preisliste aus dem Oktober 1884 bereits „Eier-Alphabet, - Sternchen, - Zahlen“ auf. Bezogen wurden die Teigwaren aus der ersten deutschen Eierteigwarenfabrik J. F. Schüle in Plüderhausen, welche im Jahr 1863  von dem Bäcker Jakob Friedrich Schüle gegründet wurde.
Mit anderen traditionellen deutschen bzw. österreichischen Suppen wie der Grießnockerlsuppe (Grießklößchensuppe) und der Flädlesuppe (auch: Pfannkuchensuppe, Frittatensuppe) hat die Nudelsuppe das Konzept gemein, dass die Suppeneinlage aus überwiegend stärkehaltigen und damit je nach Konsistenz sättigenden Zutaten besteht. Als Vorspeise wird sie deshalb mit relativ wenig Zutaten serviert, als Hauptspeise ist sie angereichert mit Gemüse und Fleisch.

## Asiatische Küche

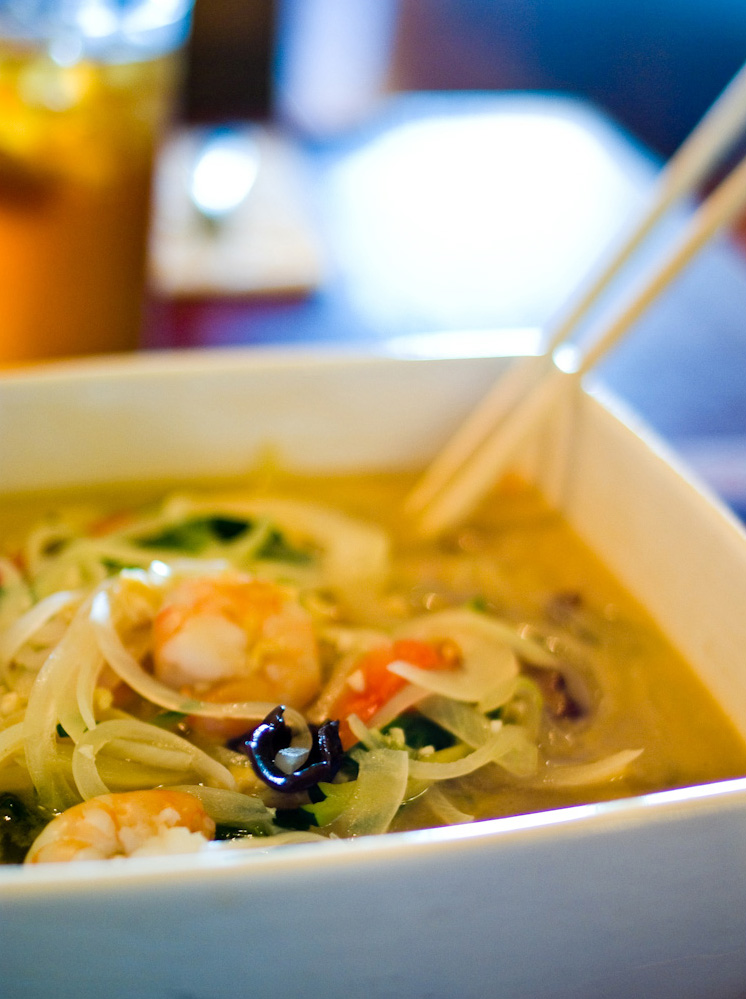
Chinesische Nudelsuppe mit Meeresfrüchten

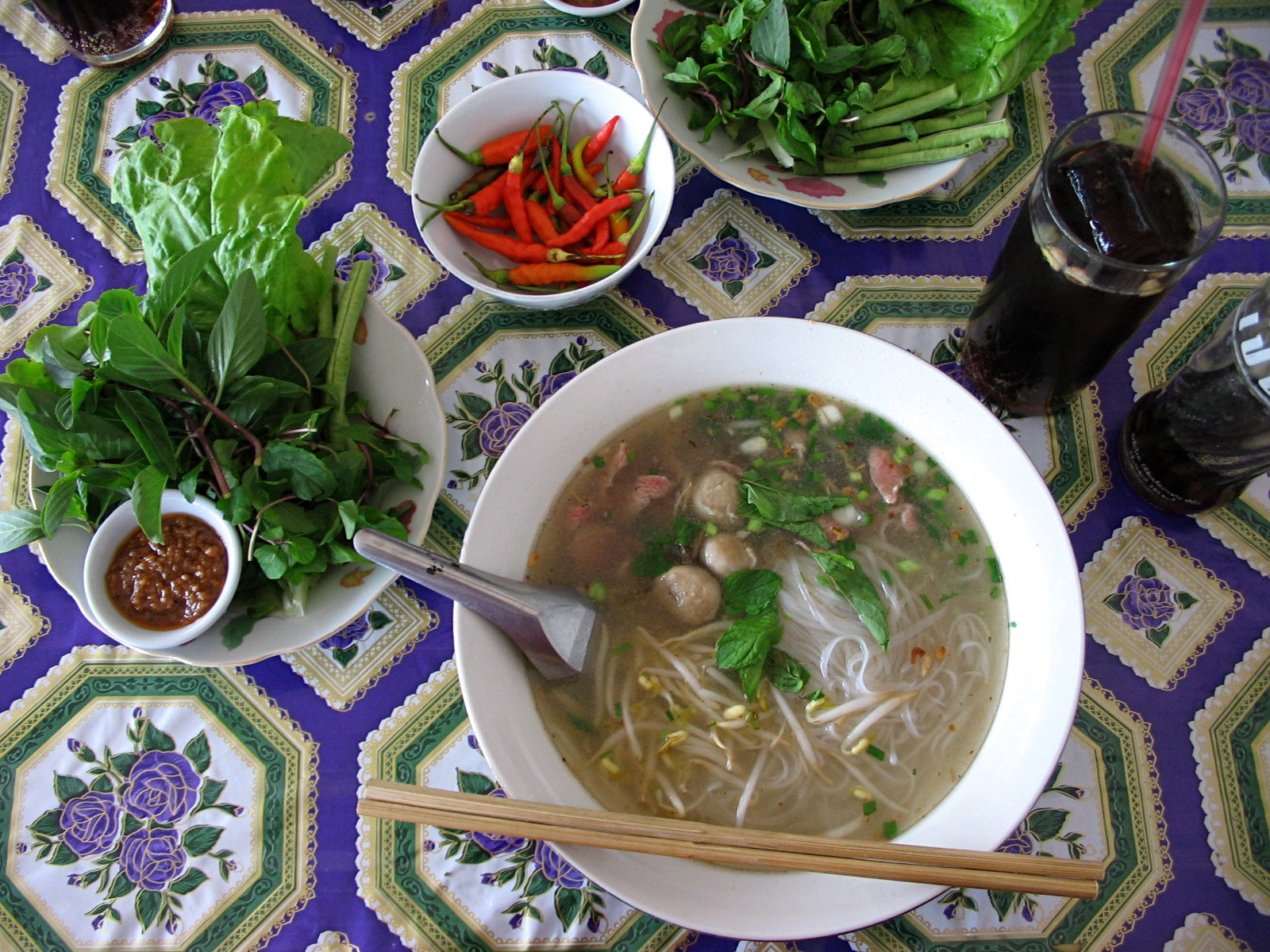
Die Nudelsuppe ist ein beliebtes Frühstück in Laos.

Die asiatischen Nudelsuppen wie das japanische Ramen, Udon oder Soba enthalten neben dicken, langen Nudeln dagegen auch immer eine Vielzahl von weiteren Suppeneinlagen wie Gemüse-, Fleisch- oder Fischeinlagen, und sie werden meist als Hauptgericht serviert. Dabei werden asiatische Nudelsuppen sowohl zum Frühstück als auch zum Mittag- oder Abendessen konsumiert.
In der südchinesischen Küche ist die Nudelsuppe sowohl als Frühstück als auch als vollwertiges Mittagsgericht verbreitet. So gibt es in Hongkong etwa fast keine Garküchen oder Restaurants (abgesehen von einigen auf europäischen Geschmack ausgerichteten Hotels/Restaurants), in denen die Nudelsuppe nicht zu bekommen ist. Größtenteils gibt es eine große Auswahl an Gemüse-, Fleisch- oder Fischeinlagen. Zudem kann fast immer zwischen zahlreichen verschiedenen Nudelsorten gewählt werden.
Es gibt jedoch auch in der asiatischen Küche leichtere Vorspeisensuppen wie die Misosuppe, die in Japan vor dem Hauptgang verzehrt werden. Anders als in der europäischen Küche basieren diese Suppen meist auf Pasten und werden darüber hinaus frisch angefertigt, während in der europäischen Küche die Brühe langwieriger ausgekocht und die Beilagen erst später beigefügt werden.
In Südostasien, besonders in Thailand, sind Nudelsuppen weit verbreitet. Der thailändische Name für eine Nudelsuppe lautet Kuai Tiao (ก๋วยเตี๋ยว). Die thailändische Nudelsuppe gibt es in verschiedenen Varianten und diese unterscheiden sich in der Brühe, in der Nudelsorte und der Fleischsorte. Angeboten wird meistens klare Brühe (Nam Sai) oder Tom Yam. Eine blutige Brühe (Nam Tok) oder Yentafo (eine würzig-saure und leicht süßliche Brühe) sind weitere Möglichkeiten. Bei den Nudeln gibt es eine große Auswahl und die häufigste Nudelsorte ist Sen Lek (weiße Reisnudeln). Alternativen sind Sen Yai (große bzw. breite Nudeln), Sen Mi (sehr dünne Reisnudeln), Sen Woon Sen (sehr dünne Glasnudeln) und Bami (gelbe Eiernudeln). Thailändische Nudelsuppen können mit jeder denkbaren Fleischsorte bestellt werden, aber auch Gemüsevarianten sind bestellbar. Beliebt ist allgemein Schwein, Hähnchen und Rind. Zusammen mit der Tom Yam Brühe werden oft Meeresfrüchte (Garnelen und Tintenfisch) verwendet.

## Sonstiges
Die in Deutschland verbreitete Bihun-Suppe ist keine ursprünglich asiatische Suppe, es handelt sich um eine Marketing-Bezeichnung der Hersteller. Ihr Name ist vom indonesischen Wort für Reisnudel/Glasnudel abgeleitet. Eine festgelegte Rezeptur gibt es nicht.
Nudelsuppe ist auch in vielen Variationen in Tüten erhältlich; ihre Bestandteile sind dann getrocknet, und es reicht etwas Wasser, um sie zuzubereiten.